# Maria ter Meetelen
Maria ter Meetelen (Amsterdam, gedoopt 20 juni 1704 - na 1751) was een Nederlands schrijfster.

## Biografie
Maria ter Meetelen werd geboren als een dochter van Casper ter Meetelen, een suikerbakkersknecht, en Lucretia van der Heijden. Ze was hun derde kind en groeide tot haar dertiende in het katholieke gezin op. In 1717 stierf haar moeder en hertrouwde haar vader en ging ze op straat leven. Toen ze 21 was besloot ze in manskleren een reis te maken door Frankrijk en Spanje. In de stad Vitoria meldde ze zich aan bij het leger, maar in 1726 werd ze als vrouw ontmaskerd. Vervolgens trok Maria ter Meetelen vermomd als non verder naar Madrid.
Ze bleef drie jaar in de hoofdstad van Spanje wonen en leerde aldaar de Alkmaarse koopman Claes van der Meer kennen. Ze trouwde met hem in 1728. Nadat het echtpaar hun zaken geregeld had, vertrok het tweetal met hun schip vanuit Cádiz naar Nederland. Voor de Portugese kust viel hun schip echter in de handen van een kaper uit het Marokkaanse Salé en werden ze tot slaaf gemaakt.

### Leven als slavin
Ze werd vervolgens naar de stad Meknes gebracht, maar haar situatie verbeterde niet toen haar echtgenoot na enkele weken al stierf. Ze moest daarom een nieuwe echtgenoot vinden en vond die in Pieter Jansz uit Medemblik, die ook tot slaaf was gemaakt door de kapers. Ondertussen had ook sultan Abdallah van Marokko een oogje op haar laten vallen, maar om in zijn harem te worden opgenomen moest Maria ter Meetelen wel moslim worden. Vijf van de haremvrouwen probeerden haar dan ook te overtuigen om zich te laten bekeren, maar door het voor te doen alsof ze zwanger was, ging het plan niet door. Tien dagen na de dood van Claes ging ze met Pieter Jansz in ondertrouw.
Pieter had in de stal van het slavenkwartier een klein schenklokaal voor de slaven en met de inzet van Ter Meetelen konden ze ervan rondkomen. Ook wist Maria ter Meetelen steeds opnieuw de gunst te verkrijgen van de sultans, die elkaar indertijd in rap tempo opvolgden. Pas in 1743 werd het echtpaar door de Republiek vrijgekocht uit de slavernij.

### Laatste jaren
Na haar terugkomst in de Republiek vestigden zij en haar man en kinderen zich in Medemblik. Twee jaar na hun terugkeer monsterde Pieter aan op een schip van de VOC. In 1748 publiceerde Maria ter Meetelen haar herinneringen aan het slavenbestaan. Kort daarna overleden hun kinderen en in 1750 overleed haar man in Indië. Het jaar daarop vroeg ze de burgemeester van Medemblik om een bewijs van goed gedrag dat ze nodig had voor haar verhuizing naar de Kaapkolonie. Op 2 mei 1751 werd ze uit het lidmaatregister van Medemblik uitgeschreven. Van haar leven in Zuid-Afrika is niets bekend.